# UTC+10:30

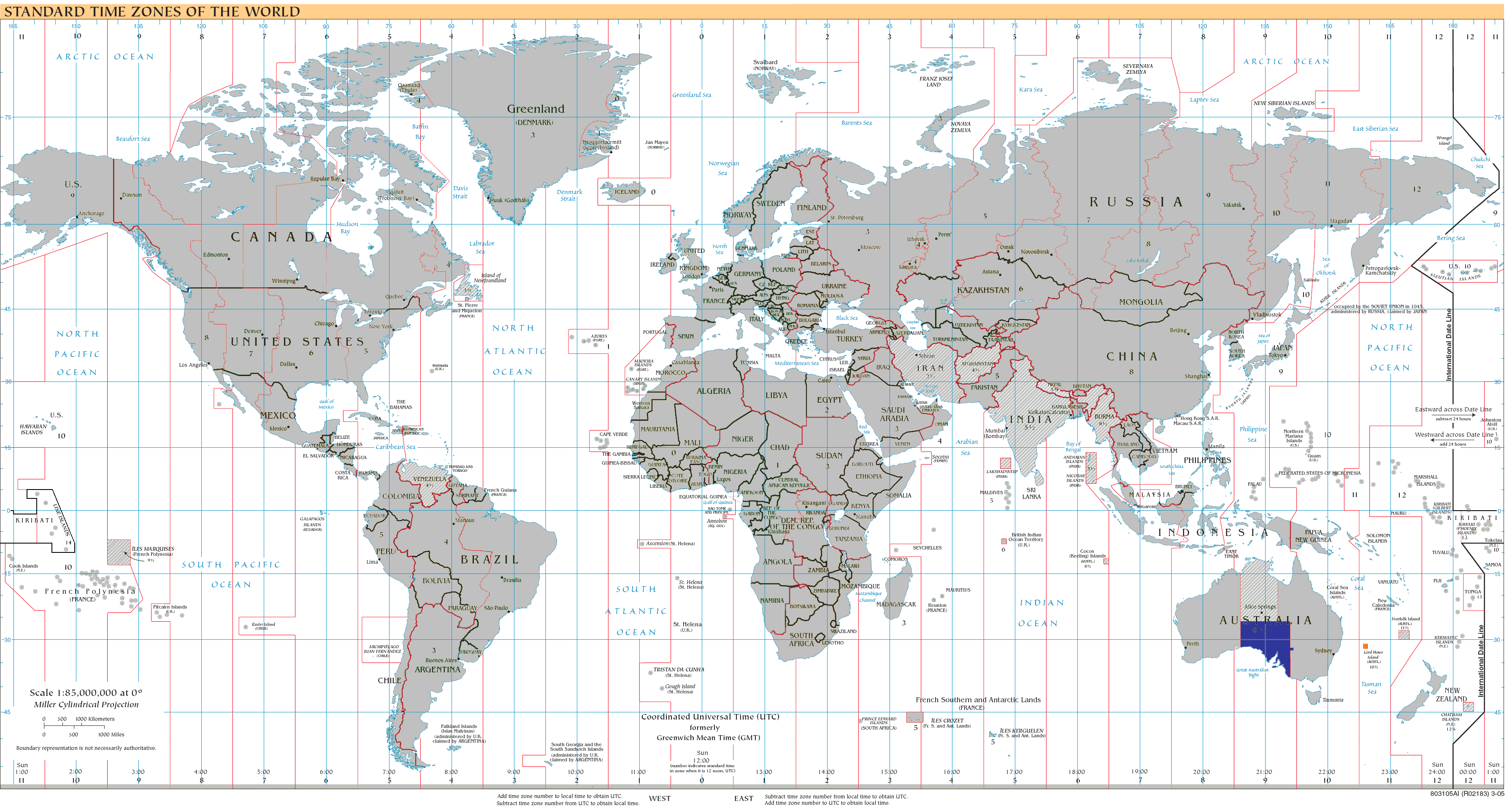
UTC+10:30: 青-12月前後に適用、橙-6月前後に適用

UTC+10:30とは、協定世界時を10時間30分進ませた標準時である。

## 該当地域

### 標準時（南半球冬）
- オーストラリア
  - ロード・ハウ島標準時（夏は+11）

### 夏時間（南半球）
- オーストラリア
  - 中部夏時間 - ACDT
    - ブロークンヒル（ニューサウスウェールズ州）
    - 南オーストラリア州

## 歴史
オーストラリアのニューサウスウェールズ州ブロークンヒルは南オーストラリア州と同じ時間帯を採用しており、夏期（南半球）にUTC+10:30、冬期にUTC+9:30となる。
日本では、樺太・千島交換条約によって日本に帰属しサンフランシスコ講和条約によって領有権を放棄した千島列島のうち占守郡では内地で唯一、UTC+10:30の時差が適用されていた。